# Popularna duhovna glazba (album)
Popularna duhovna glazba, album popularne duhovne glazbe iz 2016. godine. Razni su izvođači. Traje 61:41. Nakladnik je Croatia Records.
Album ne predstavlja 100 najboljih, niti najljepših, niti najizvođenijih, a posebice ne 100 hitova hrvatske popularno duhovne glazbe. Ovo je 100 bisera u kojima se zrcali sve bogatstvo i raznolikost ove glazbene vrste. Na ovom albumu se nalaze skladbe izvođača koji su krajem 6o-ih i početkom 70-ih počeli stvarati nešto novo u svijetu glazbe, poput VIS-ova "Žeteoci" i "Prijatelji", pa sve do suvremenih izvođača i bendova koji tek dolaze. Stoga se na ovom izdanju rame uz rame ili, bolje rečeno pjesmu uz pjesmu, nalaze velikani popularne duhovne glazbe poput: Čede Antolića, grupa "Kefa", "Veritas" i "Dominik" kao i neka, široj javnosti manje poznata imena. Među 100 bisera našle su se i skladbe odnosno izvedbe poznatih imena naše zabavno glazbene scene poput Olivera Dragojevića, Tereze Kesovije, Tonija Cetinskog, Tomislava Ivčića, Dani Maršana, Marka Perkovića Thompsona i drugih čije se skladbe ili izvedbe sadržajno, s pravom mogu svrstati u ovu glazbenu kategoriju. A kad govorimo o duhovnosti ovih pjesama one su izraz vjere, molitve, vapaja, zahvale, traženja i nalaženja smisla života. Plod su života i svakodnevnog rasta u vjeri i kao takve mnogima mogu biti poticaj, nadahnuće, oslonac i putokaz u mnogim životnim potrebama.